# AGV (truck)

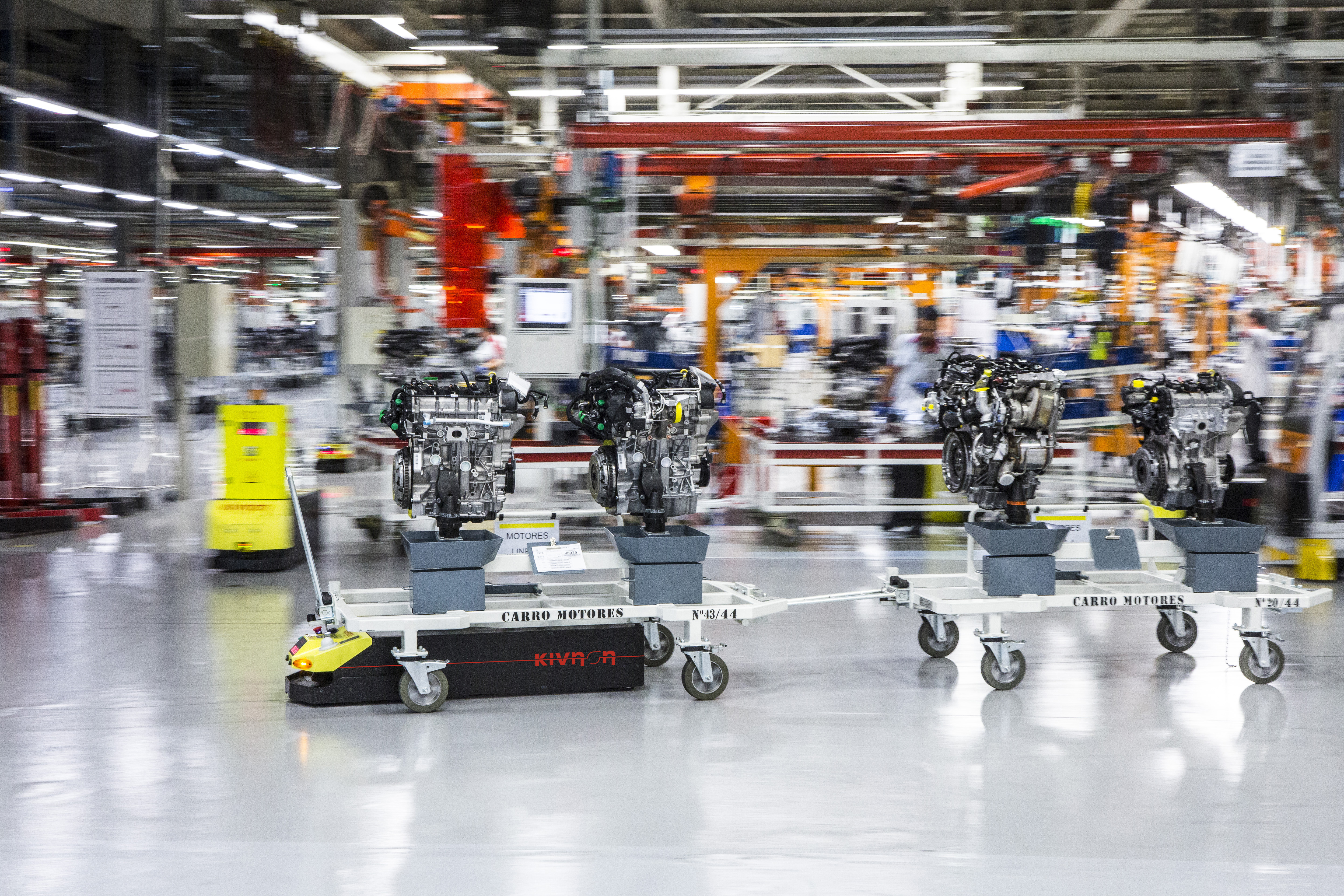
En AGV i en industrilokal i Barcelona.

AGV (Automated guided vehicle) är en slingstyrd eller laserstyrd truck som används i lager och för materialförflyttning i tillverkning.